# SN 2006nr
SN 2006nr – supernowa typu Ia odkryta 26 października 2006 roku w galaktyce UGC 3336. W momencie odkrycia miała maksymalną jasność 15,80m.